# Dactylorhiza czerniakowskae
Dactylorhiza czerniakowskae är en orkidéart som beskrevs av Leonid Vladimirovitj Averjanov. Dactylorhiza czerniakowskae ingår i Handnyckelsläktet som ingår i familjen orkidéer. Inga underarter finns listade i Catalogue of Life.